# Bộ Sam (彡)
Bộ Sam, bộ thứ 59 có nghĩa là "lông dài" là 1 trong 31 bộ có 3 nét trong số 214 bộ thủ Khang Hy.
Trong Từ điển Khang Hy có 62 chữ (trong số hơn 40.000) được tìm thấy chứa bộ này.

## Tự hình Bộ Sam (彡)

Đại triện
Tiểu triện

## Chữ thuộc Bộ Sam (彡)
| Số nét bổ sung | Chữ                       |
| -------------- | ------------------------- |
| 0              | 彡                        |
| 4              | 形/hình/ 彣/văn/ 彤/đồng/ |
| 6              | 彥/ngạn/ 彦/ngạn/ 须/tu/  |
| 7              | 彧 彨                     |
| 8              | 彩 彪 彫 彬               |
| 9              | 彭                        |
| 10             | 彮                        |
| 11             | 彯 彰                     |
| 12             | 影                        |
| 19             | 彲                        |